# Eriocaulon minusculum
Eriocaulon minusculum är en gräsväxtart som beskrevs av Harold Norman Moldenke. Eriocaulon minusculum ingår i släktet Eriocaulon och familjen Eriocaulaceae. Inga underarter finns listade i Catalogue of Life.